# Komokia
Komokia es un género de foraminífero bentónico de la familia Komokiidae, de la superfamilia Komokioidea y del orden Komokiida. Su especie tipo es Komokia multiramosa. Su rango cronoestratigráfico abarca el Holoceno.

## Discusión
Tradicionalmente Komokia ha sido incluido en el orden Textulariida o en el orden Astrorhizida. Clasificaciones más modernas han incluido Komokia en el suborden Astrorhizina del orden Astrorhizida.

## Clasificación
Komokia incluye a la siguiente especie:
- Komokia multiramosa